# ستان فوكس
ستان فوكس (بالإنجليزية: Stan Fox)‏ (4 يوليو 1906 بشفيلد في المملكة المتحدة - 20 أغسطس 1979 بيورك في المملكة المتحدة) هو لاعب كرة قدم بريطاني (وحمل سابقاً جنسية المملكة المتحدة لبريطانيا العظمى وأيرلندا) في مركز نصف الجناح. لعب مع شيفيلد يونايتد ونادي بوري ونادي يورك سيتي.